# Психо (сериал)
Вижте пояснителната страница за други значения на Психо.
„Психо“ (на английски: Mental) е американски драматичен сериал, продуциран от клона на FOX - Fox Telecolombia. Той дебютира през 2009 г. по международните канали на FOX в Латинска Америка, Европа и Азия. Главните роли се изпълняват от Крис Ванс и Анабела Сиора.

## Персонажи
| Персонаж                   | Актьор           |
| -------------------------- | ---------------- |
| Д-р Джак Галагър           | Крис Ванс        |
| Д-р Нора Скоф              | Анабела Сиора    |
| Д-р Карл Бел               | Дерек Уебстър    |
| Д-р Вероника Хейдън-Джоунс | Джаклин Маккензи |
| Д-р Клои Артис             | Мариса Рамирез   |
| Д-р Артуро Суарез          | Никълъс Гонзалез |
| Малкълм Дариъс Уошингтън   | Едуин Ходж       |

## „Психо“ в България
В България сериалът започна излъчване на 2 юни 2009 г. по Fox Life, всеки вторник от 21:55 с повторение в сряда от 16:50, като е дублиран на български. Дублажът е на студио Доли. Последният епизод се излъчи на 25 август. Ролите се озвучават от артистите Десислава Знаменова, Лина Златева, Даниел Цочев, Ивайло Велчев и Владимир Колев.
През октомври 2012 г. започва излъчване по премиерния канал Fox.